# Zieria
Zieria is een geslacht uit de wijnruitfamilie (Rutaceae). Alle soorten zijn endemisch in Australië, op een soort na die voorkomt in Nieuw-Caledonië.

## Soorten
- Zieria actites Duretto & P.I.Forst.
- Zieria adenodonta (F.Muell.) J.A.Armstr.
- Zieria adenophora Blakely
- Zieria alata Duretto & P.I.Forst.
- Zieria arborescens Sims
- Zieria aspalathoides A.Cunn. ex Benth.
- Zieria baeuerlenii J.A.Armstr.
- Zieria bifida Duretto & P.I.Forst.
- Zieria boolbunda Duretto & P.I.Forst.
- Zieria buxijugum J.D.Briggs & J.A.Armstr.
- Zieria caducibracteata J.A.Armstr.
- Zieria cephalophila Duretto & P.I.Forst.
- Zieria chevalieri Virot
- Zieria citriodora J.A.Armstr.
- Zieria collina C.T.White
- Zieria compacta C.T.White
- Zieria covenyi J.A.Armstr.
- Zieria cytisoides Sm.
- Zieria distans Duretto & P.I.Forst.
- Zieria eungellaensis Duretto & P.I.Forst.
- Zieria exsul Duretto & P.I.Forst.
- Zieria floydii J.A.Armstr.
- Zieria formosa J.D.Briggs & J.A.Armstr.
- Zieria fraseri Hook.
- Zieria furfuracea R.Br. ex Benth.
- Zieria graniticola J.A.Armstr. ex Duretto & P.I.Forst.
- Zieria granulata C.Moore ex Benth.
- Zieria hindii J.A.Armstr.
- Zieria hydroscopica Duretto & P.I.Forst.
- Zieria inexpectata Duretto & P.I.Forst.
- Zieria ingramii J.A.Armstr.
- Zieria insularis Duretto & P.I.Forst.
- Zieria involucrata R.Br. ex Benth.
- Zieria laevigata Bonpl.
- Zieria lasiocaulis J.A.Armstr.
- Zieria laxiflora (Benth.) Domin
- Zieria littoralis J.A.Armstr.
- Zieria madida Duretto & P.I.Forst.
- Zieria minutiflora (F.Muell.) Domin
- Zieria montana J.A.Armstr.
- Zieria murphyi Blakely
- Zieria obcordata A.Cunn.
- Zieria obovata (C.T.White) J.A.Armstr.
- Zieria odorifera J.A.Armstr.
- Zieria oreocena J.A.Armstr.
- Zieria parrisiae J.D.Briggs & J.A.Armstr.
- Zieria pilosa Rudge
- Zieria prostrata J.A.Armstr.
- Zieria rimulosa C.T.White
- Zieria robertsiorum J.A.Armstr.
- Zieria robusta Maiden & Betche
- Zieria scopulus Duretto & P.I.Forst.
- Zieria smithii Jacks.
- Zieria southwellii J.A.Armstr.
- Zieria tenuis Duretto & P.I.Forst.
- Zieria tuberculata J.A.Armstr.
- Zieria vagans Duretto & P.I.Forst.
- Zieria veronicea (F.Muell.) Benth.
- Zieria verrucosa J.A.Armstr.
- Zieria whitei J.A.Armstr. ex Duretto & P.I.Forst.

... · 
Acradenia · 
Acronychia · 
Aegle · 
Afraegle · 
Amyris · 
Casimiroa · 
Choisya · 
Citrus · 
Clausena · 
Dictamnus · 
Diplolaena · 
Fortunella · 
Limonia · 
Melicope · 
Murraya · 
Phellodendron · 
Poncirus · 
Ptelea · 
Ruta · 
Skimmia · 
Tetradium · 
Vangueriella · 
Vepris · 
Zanthoxylum · 
Zieria · 
...